# Sucrea sampaiana
Sucrea sampaiana là một loài thực vật có hoa trong họ Hòa thảo. Loài này được (Hitchc.) Soderstr. miêu tả khoa học đầu tiên năm 1981.